# ブライアン・ヒル・サルバティエラ
ブライアン・ヒル・サルバティエラ（Bryan Gil Salvatierra, 2001年2月11日 - ）は、スペイン・カディス県バルバテ出身のサッカー選手。スペイン代表。ラ・リーガ・ジローナFC所属。ポジションはMF、FW。

## クラブ経歴

### セビージャ
カタルーニャ州のルスピタレート・ダ・リュブラガートに生まれたが、物心付く前にアンダルシア州のバルバテに家族揃って移住した。2012年に地元アマチュアクラブのバルバテCFからセビージャFCのカンテラに加入した。2018年に傘下のセビージャ・アトレティコに昇格。2018年8月26日のセグンダ・ディビシオンBのUDイビサ戦でプロデビュー。9月8日のサン・フェルナンドCD戦で、早くもプロ初ゴールを決めるなど、瞬く間にBチームの主力選手となり、12月12日には、2022年までの契約に合意した。
2019年に入り、早くもトップチームに昇格。1月6日のアトレティコ・マドリード戦で、試合終了間際にウィサム・ベン・イェデルとの交代出場で、ラ・リーガ初出場。4月25日のラーヨ・バジェカーノ戦でリーガ初ゴールを決めた。
2020年1月30日、CDレガネスへの2019-20シーズン終了までのローン移籍が発表された。
2020年10月5日、SDエイバルへのローン移籍が発表された。

### トッテナム・ホットスパー
2021年7月26日、エリク・ラメラとのトレードの形でトッテナム・ホットスパーFCに加入したことが発表された。
2022年1月31日、バレンシアCFに2021-22シーズン終了までのローン移籍で加入した。
2022-23シーズンはバレンシアへの再度のレンタル移籍が破断となり、トッテナムに残留した。しかし、アントニオ・コンテの構想外であったことから出場機会がなく、オリンピック・マルセイユなどが期限付き移籍に関心を示していた。
2023年1月30日、トッテナム・ホットスパーでの出場機会が限定的だったため、2022-23シーズン終了時まで古巣であるセビージャFCにレンタル移籍で復帰した。
2024年7月29日、サヴィーニョの後釜としてジローナFCへのローン移籍が発表された。

## 代表経歴
プロデビュー前の2017年から、ユース世代のスペイン代表に招集され、2021年3月にはフル代表初招集。25日の2022 FIFAワールドカップ・ヨーロッパ予選のギリシャ戦でフル代表デビューを果たした。

## 個人成績
2023年1月30日現在
| クラブ            | シーズン     | リーグ         | リーグ戦 | リーグ戦 | カップ戦 | カップ戦 | リーグ杯 | リーグ杯 | 国際大会 | 国際大会 | その他 | その他 | 合計 | 合計 |
| クラブ            | シーズン     | リーグ         | 出場     | 得点     | 出場     | 得点     | 出場     | 得点     | 出場     | 得点     | 出場   | 得点   | 出場 | 得点 |
| ----------------- | ------------ | -------------- | -------- | -------- | -------- | -------- | -------- | -------- | -------- | -------- | ------ | ------ | ---- | ---- |
| セビージャ        | 2018-19      | プリメーラ     | 11       | 1        | 2        | 0        | -        | -        | 0        | 0        | 0      | 0      | 13   | 1    |
| セビージャ        | 2019-20      | プリメーラ     | 2        | 0        | 1        | 0        | -        | -        | 4        | 1        | 0      | 0      | 7    | 1    |
| セビージャ        | 通算         | 通算           | 13       | 1        | 3        | 0        | -        | -        | 4        | 1        | 0      | 0      | 20   | 2    |
| レガネス          | 2019-20      | プリメーラ     | 12       | 1        | 0        | 0        | -        | -        | -        | -        | 0      | 0      | 12   | 1    |
| レガネス          | 通算         | 通算           | 12       | 1        | 0        | 0        | -        | -        | -        | -        | 0      | 0      | 12   | 1    |
| セビージャ        | 2020-21      | プリメーラ     | 1        | 0        | 0        | 0        | -        | -        | 0        | 0        | 0      | 0      | 1    | 0    |
| セビージャ        | 通算         | 通算           | 1        | 0        | 0        | 0        | -        | -        | 0        | 0        | 0      | 0      | 1    | 0    |
| エイバル          | 202021       | プリメーラ     | 28       | 4        | 1        | 0        | -        | -        | -        | -        | 0      | 0      | 29   | 4    |
| エイバル          | 通算         | 通算           | 28       | 4        | 1        | 0        | -        | -        | -        | -        | 0      | 0      | 29   | 4    |
| トッテナム        | 2021-22      | プレミアリーグ | 9        | 0        | 1        | 0        | 4        | 0        | 6        | 0        | -      | -      | 20   | 0    |
| トッテナム        | 2022-23      | プレミアリーグ | 4        | 0        | 2        | 0        | 1        | 0        | 4        | 0        | -      | -      | 11   | 0    |
| トッテナム        | クラブ通算   | クラブ通算     | 13       | 0        | 3        | 0        | 5        | 0        | 10       | 0        | 0      | 0      | 31   | 0    |
| バレンシア (loan) | 2021-22      | プリメーラ     | 13       | 0        | 4        | 0        | -        | -        | -        | -        | -      | -      | 17   | 0    |
| キャリア通算      | キャリア通算 | キャリア通算   | 103      | 10       | 11       | 0        | 5        | 0        | 14       | 1        | 0      | 0      | 133  | 11   |

| クラブ                   | シーズン | リーグ    | リーグ戦 | リーグ戦 | 合計 | 合計 |
| クラブ                   | シーズン | リーグ    | 出場     | 得点     | 出場 | 得点 |
| ------------------------ | -------- | --------- | -------- | -------- | ---- | ---- |
| セビージャ・アトレティコ | 2018-19  | セグンダB | 23       | 4        | 23   | 4    |
| 総通算                   | 総通算   | 総通算    | 23       | 4        | 23   | 4    |

## 代表歴

### 出場大会
- U-17スペイン代表
  - 2018年 - UEFA U-17欧州選手権
- U-19スペイン代表
  - 2019年 - UEFA U-19欧州選手権（優勝）
- U-21スペイン代表
  - 2021年 - UEFA U-21欧州選手権（3位）
- スペイン代表
  - 2021年 - UEFAネーションズリーグ2020-21

### 試合数
- 国際Aマッチ 4試合0得点（2021年 - ）

| スペイン代表 | 国際Aマッチ | 国際Aマッチ |
| 年           | 出場        | 得点        |
| ------------ | ----------- | ----------- |
| 2021         | 4           | 0           |
| 通算         | 4           | 0           |